# Reporter (quotidiano)
Reporter è stato un quotidiano pubblicato a Roma tra il 12 febbraio 1985 e l'11 aprile 1986. Fu fondato da alcuni giornalisti ex militanti del movimento politico di estrema sinistra Lotta Continua, a seguito dello scioglimento del gruppo e della chiusura del suo giornale. Il nuovo giornale ebbe una vita molto breve e chiuse dopo poco più di un anno, a causa di una limitata diffusione e conseguenti problemi economici. Per la grafica e la linea politica aveva forti somiglianze con il giornale Paese Sera. 

## Firme
Tra gli ex militanti di Lotta Continua che parteciparono a Reporter ricordiamo: Adriano Sofri (intellettuale ed ex leader del movimento), Enrico Deaglio (ex direttore del giornale), Toni Capuozzo (poi Vicedirettore del TG5), Roberto Briglia, Carlo Panella, Marco Boato e Marino Sinibaldi.
Esordì su Report un giovane Giuliano Ferrara (poi fondatore e direttore del quotidiano Il Foglio). Vi scrissero anche i giornalisti Giuseppe Di Piazza, Fulvio Abbate.

## Linea politica
Il giornale trovò come interlocutore politico il Partito Socialista Italiano di Bettino Craxi e Claudio Martelli, da cui venne tra l'altro finanziato. In una stagione segnata dalla conflittualità del PSI con il Partito comunista italiano, la redazione di Reporter guardava con interesse al segretario socialista Bettino Craxi date la sue posizioni garantiste (il garantismo è la posizione politica di difesa dei diritti delle persone sottoposte a processo). Appoggiavano inoltre la sua idea di una soluzione politica, e non giudiziaria, alla questione del terrorismo italiano e degli Anni di Piombo che si stavano concludendo. La linea del giornale manteneva la tradizionale ostilità di Lotta Continua al Partito Comunista, in concorrenza con essa per la stessa area politica: il PCI rappresentava allora il sistema di potere bipolare della Prima Repubblica insieme alla Democrazia Cristiana.
La genesi del quotidiano è stata raccontata da Giampiero Mughini, nel suo libro Il grande disordine. È lí che Mughini indica il Partito Socialista Italiano quale finanziatore della testata: